# FSV Werdohl
FSV Werdohl is een Duitse voetbalclub uit Werdohl, Noordrijn-Westfalen.

## Geschiedenis
In 1980 fuseerde TuS Westfalia Werdohl met de voetbalafdeling van de nog steeds bestaande sportclub TuS Jahn Werdohl 1874 en nam de naam FSV Werdohl aan. De fusieclub deed het goed en in 1983 slaagde de club erin te promoveren naar de Verbandsliga (toen de vierde klasse). Na één seizoen moest de club een stapje terugzetten. In 1988 flirtte de club met degradatie naar de Bezirksliga en het volgende seizoen promoveerde de club weer, maar kon ook nu het behoud in de Verbandsliga niet verzekeren. In 2011 promoveerde de club weer naar de Verbandsliga, maar kon het behoud niet verzekeren.